# Séquito

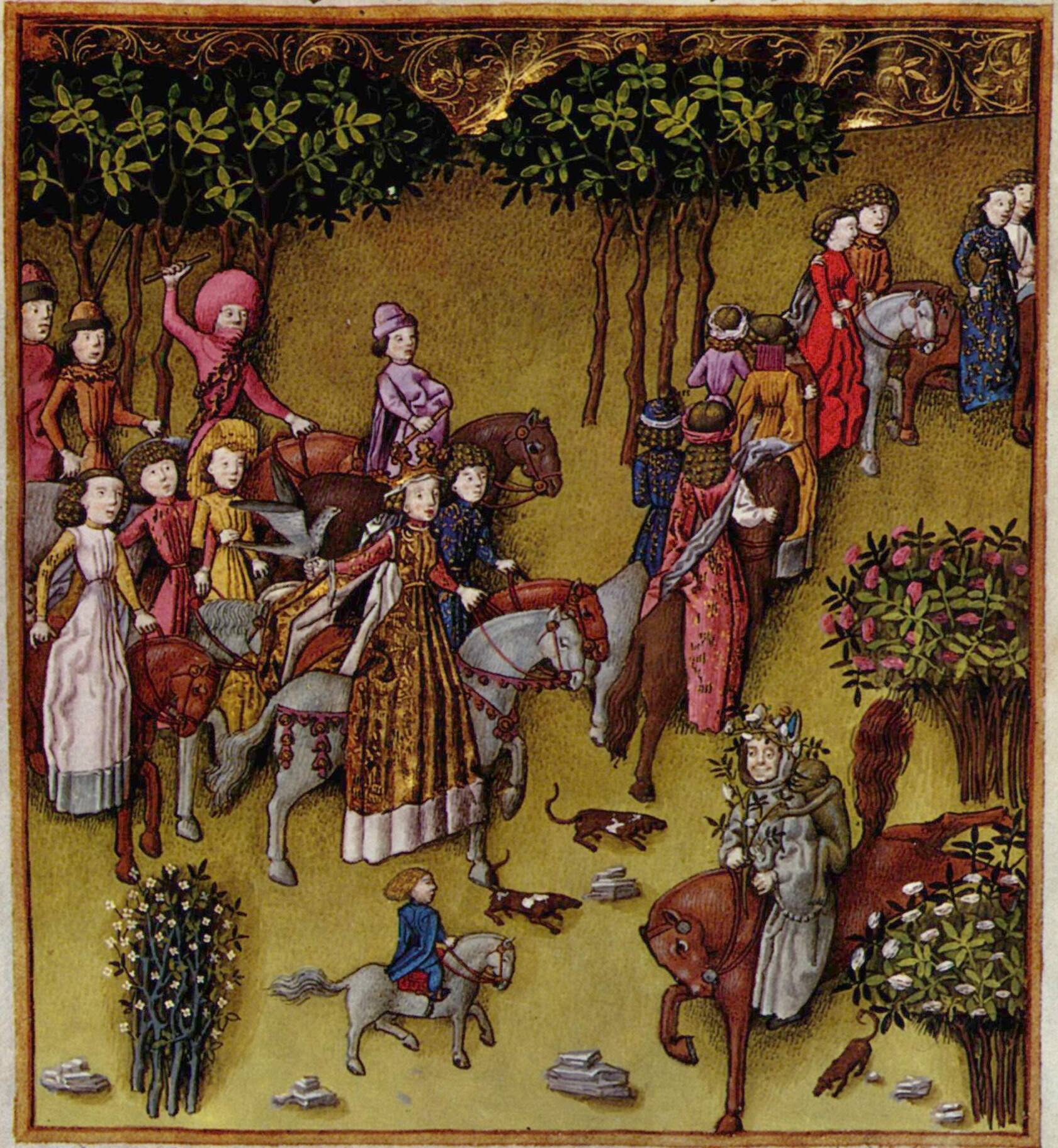
Reina Helen con su séquito en el camino al Shrine de Venus Cloacina, siglo XV

Un séquito es un cuerpo de personas al servicio o que "sigue" (acompaña)  a un noble o personaje real, (séquito significa literalmente: que sigue).
A veces se utiliza en un contexto que significa los seguidores de un caballero medieval.

## Etimología
La palabra, registrada en castellano circa 1375, equivalente en catalán a "seguici", deriva del latín sequitur: el que sigue, y a su vez de seguir con la terminación -ito con analogía a palabras procedentes de verbos substantivados como empréstito, crédito, etc.

## Ocupación
La gente del séquito no estaban necesariamente en el servicio doméstico o por lo menos próximo a la presencia de su señor, sino que también incluía otros que llevaban una librea (una clase de uniforme, con colores distintivos) bajo su protección, como músicos y maestros privados. 
Algunos eran una fuente de problemas y abusos en el siglo XVI y principios del siglo XVI. 
A menudo su importancia real era muy diferente de su posición: por un lado, citas supernumeràries permitieron disfrutar de beneficios sin actuar en pleno servicio. Por otro lado, nomès 'parando la oreja' podía permitir actuar como confidente de manera informal; o en algunos casos, incluso como espía, bajo el disfraz de músico inocente.

## Contraste
El término séquito se asimila a menudo con comitiva, que de hecho es un órgano menos estable de personas que acompañan a una persona prominente..
Por ejemplo, el séquito de un príncipe podía incluir no solo cortesanos profesionales, sino también obispos, clérigos y otros empleados, miembros sénior de la aristocracia y otros asesores más ocasionales, traductores etcétera, que  a menudo no formaban parte del séquito permanente del soberano a pesar de que este podía comprender una variedad sorpresiva de funciones.
La  Cohors amicorum de los romanos era bastante similar, y este uso de la palabra cohort  (derivada de una battalion-medida unidad militar) para los 'amigos' de un dignatario fue la raíz de la palabra italiana "corte", que a través del francés "cortège" dio lugar al término inglés "cortege" y al castellano "cortejo", que también puede significar un grupo de seguidores.